# Walter Wellman

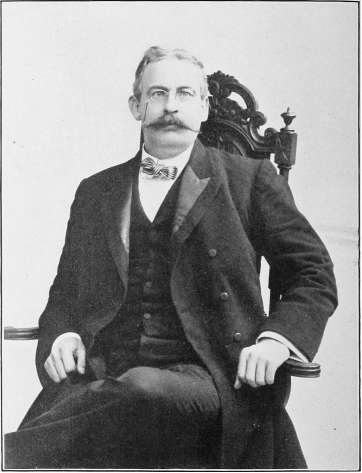
Walter Wellman, um 1900

Walter Wellman (* 3. November 1858 in Mentor, Ohio; † 31. Januar 1934 in New York City, New York) war ein US-amerikanischer Luftschiffpionier. Der Reporter bekam 1905 vom Chicago Record Herald den Auftrag, werbewirksam als erster Mensch den Nordpol mit einem Luftschiff zu überqueren.

## Polarexpeditionen
Bereits 1893 hatte er mit seinen Versuchen, von Spitzbergen aus den Nordpol zu erreichen, begonnen. Ein Jahr später war er überzeugt, dass der einzige Weg durch die Luft führte.

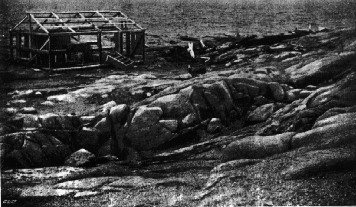
Ruine von Wellmans Hütte auf Waldenøya (1897)

Erste Erfahrungen in Polargebieten hatte er 1894 mit dem Schiff Ragnvald Jarl bei Waldenøya im Norden Spitzbergens gesammelt, wo das Schiff sank. 1898/99 erreichte er als Leiter einer Expedition die Nordspitze des Franz-Josef-Lands. Nachdem Wellman sich bei einem Eisbeben das Bein gebrochen hatte, brach er den Marsch zum Nordpol ab. Der größte Erfolg der Expedition war die Entdeckung der Graham-Bell-Insel durch Evelyn Baldwin.
Auf der Portsmouth Friedenskonferenz 1905 begeisterte sich Wellman für den französischen Lebaudy-Lenkballon. Er war sicher mit diesem Gerät, das eine Traglast von 3750 kg (7500 lbs) besaß, das richtige Fortbewegungsmittel gefunden zu haben. Er nannte sein Vorhaben die „Wellman Chicago Record Herald Polar Expedition“. Die Zeitungen attackierten Wellman gnadenlos und warfen ihm vor, nie wirklich an eine Durchführung seiner waghalsigen Pläne zu denken. Wellman ärgerte sich und kämpfte ständig darum, die über ihn verbreiteten Geschichten nicht in seine Pläne einfließen zu lassen.

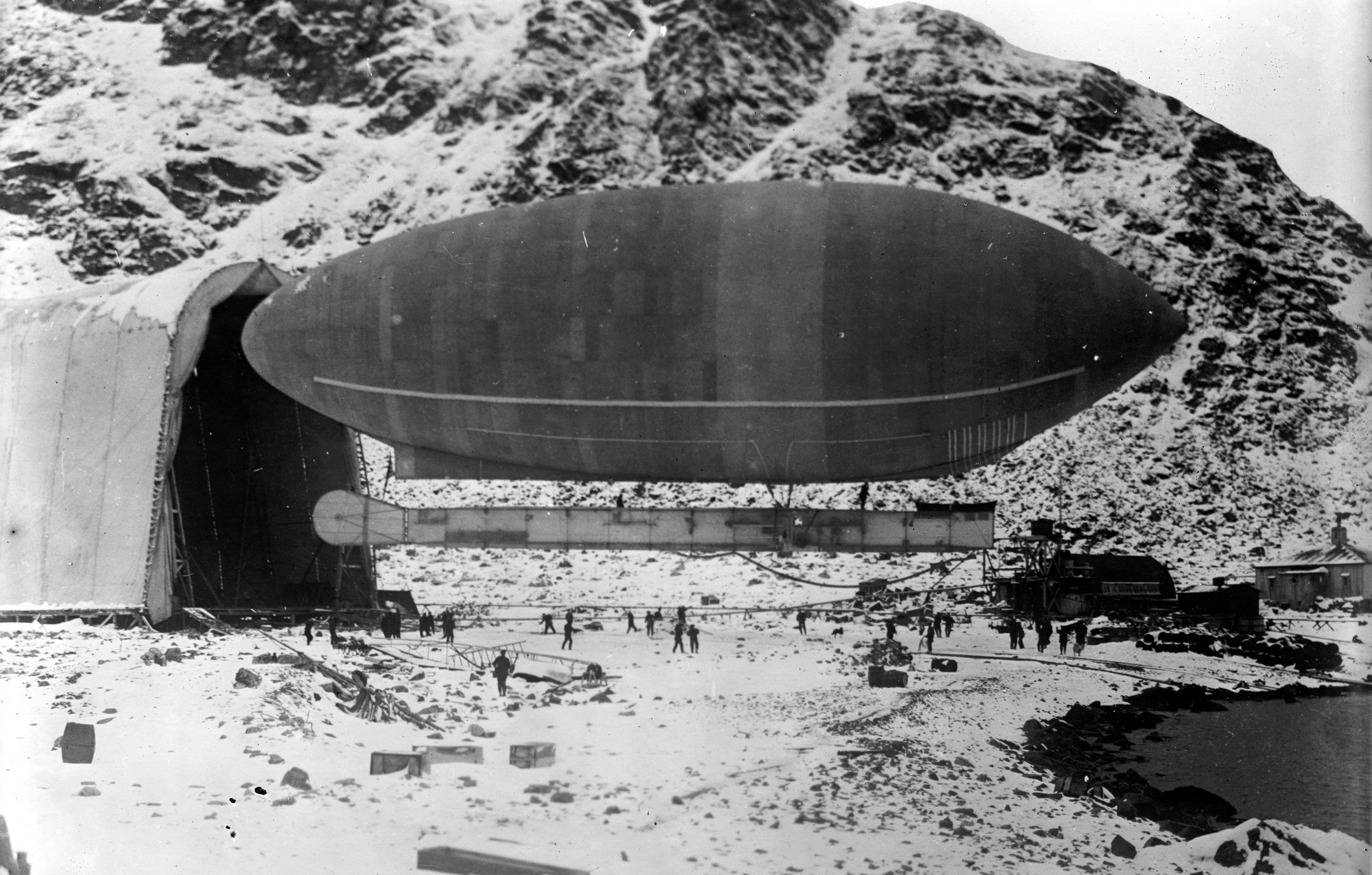
Start des Luftschiffs America auf Danskøya, Spitzbergen, 1907

„Warum unternimmt nun Wellmann diese Fahrt“, schrieb die Berliner Morgenpost. „Ist es wirklich wissenschaftlicher oder sportlicher Ehrgeiz, oder ist es eine Reklame, wie von vielen Seiten behauptet wird? Beides ist es nicht. Wellmann hat durchaus nicht die Absicht, den ganzen Flug zu machen, er hat nichts als die Absicht, den Versuch zu wagen. Vor dem Antritt seiner verunglückten Nordpolarfahrt sagte er bei einem Abschiedsessen: ‚Wir sind die ersten, welche in einem Luftschiff versuchen, den Pol zu erreichen. Ob der Versuch gelingt oder nicht, das können wir nicht voraussagen, trotzdem wir das Menschenmögliche geleistet haben. Wenn er auch nicht gelingt, so sind wir doch die ersten, die dieses Problem in Angriff genommen haben.‘ Hier liegt der Schlüssel zu seinem Vorhaben. Zunächst: Der Wunsch, der ‚Erste‘ zu sein und das ‚Größte‘ zu besitzen, ist einer der hervorstechendsten nationalen Charakterzüge des Amerikanertums. Sodann ist daran zu erinnern, daß er in der tat der erste war, der praktisch versucht hat, den Pol zu erreichen, im Luftschiff natürlich. Es ist ihm nicht gelungen, aber in der Geschichte der Luftschifffahrt wird man seinen Namen, wenn später Flüge zum Pol wirklich gelingen, immer an erster Stelle nennen müssen. Auch beim Fluge über den Ozean, der früher oder später gelingen wird, ist er der erste, der den Versuch gemacht hat.“
Nach einem vergeblichen Versuch 1906 gelang Wellman im Sommer 1907 auf Spitzbergen eine Fahrt mit seinem Luftschiff America von 24 Kilometern. Nach einer Bruchlandung wurde er vom Frankfurter Polarfahrer Theodor Lerner geborgen. Auf die Vorbereitungen des Unternehmens wies ein Artikel in der Agramer Zeitung vom 2. Juli 1907 hin, der auf eine Veröffentlichung des „The Record Herald“ (Chicago) zurückgriff.
Ein zweiter Flug am 15. August 1909 musste nach 40 Meilen aufgrund technischer Probleme abgebrochen werden. Dies war nach Salomon August Andrée 1896/1897 der zweite Versuch, den Pol per Luftweg zu überqueren. 1910 reiste übrigens auch Ferdinand Graf von Zeppelin in Begleitung des Polarforschers Erich von Drygalski und des Meteorologen Hugo Hergesell nach Spitzbergen, um die Chancen für eine derartige Unternehmung einzuschätzen. In Erinnerung an diese Pionierleistungen Wellmans trägt der Wellman-Gletscher in der Antarktis seinen Namen.

## Atlantiküberquerung
1910 versuchte Wellman, mit seinem Luftschiff America den Atlantik zu überqueren. Er startete in Atlantic City. Wie sich aus zeitgenössischen Zeitungsnachrichten ergibt, sollte das genaue Ziel der Atlantiküberquerung in Europa in Abhängigkeit von den gegebenen Witterungsverhältnissen während der Fahrt ausgewählt werden. Aufgrund der Kürze der Entfernung wurde hier primär England ins Auge gefasst, das auf der transatlantischen Schiffsroute erreicht werden sollte. Dieser Versuch scheiterte aufgrund extremer Witterungsbedingungen etwa 1600 km von der Küste entfernt im Ozean. Wellman setzte mit seinem Notruf jedoch den weltweit ersten Funkspruch von einem Luftschiff an ein Seefahrzeug ab. Er lautete: „Roy, komm’ und hol diese gottverdammte Katze ab.“ Damit war die Katze Kiddo gemeint, die sich als blinder Passagier auf das Luftschiff geschmuggelt hatte.
Das Luftschiff befand sich am Ende der Fahrt ungefähr auf einer Position von 42° nördlicher Breite und 67° westlicher Länge und hatte bis dahin rund 1.200 km in 72 Stunden zurückgelegt. Die Bergung gestaltete sich aufgrund des Seegangs sehr schwierig. Das Luftschiff wurde zur Aufnahme der Besatzung an dem zu Hilfe gerufenen Dampfer SS Trent festgemacht. Nach der Bergung seiner Insassen wurde die Verbindung mit ihm getrennt und die America stieg führerlos in den Himmel.
Das Rettungsboot der America wurde später in die Ausrüstung der 1911 gebauten Akron übernommen, die jedoch während einer Probefahrt am 2. Juli 1912 abstürzte. Sie war ebenfalls für eine Atlantiküberquerung gebaut worden.

## LuftschiffAmerica
Wellman ließ sein Luftschiff mehrfach umrüsten und vergrößern. Dabei verfolgte er das Ziel einer möglichst langen Motorlaufzeit bei einer mäßigen Geschwindigkeit von etwa 18 mph (29 km/h).